# Hamza Bouras
Hamza Bouras, né le 16 décembre 1987 à Rouïba, est un véliplanchiste algérien.

## Carrière
Hamza Bouras remporte aux Championnats d'Afrique de RS:X la médaille d'or en 2014, en 2015 (se qualifiant ainsi pour les Jeux olympiques d'été de 2016 à Rio de Janeiro), en 2017 et en 2019 à Alger (se qualifiant pour les Jeux olympiques d'été de 2020 à Tokyo). 
Il termine 36e de l'épreuve de RS:X aux Jeux olympiques d'été de 2016.